# Ю Сонрьон
Ю Сонрьон (кор. 柳成龍, 류성룡; 1542—1607) — корейський державний діяч, цивільний чиновник династії Чосон. Представник Східної фракції. Послідовник Лі Хвана. У корейській історіографії вважається взірцем бюрократа, одним з найвизначніших голів чосноського уряду.

## Короткі відомості
Ю народився у місті Ийсон провінції Кьонсан у шляхетній родині Ю гілки Пусан. З дитинства він захоплювався творами Конфуція і Менцзи.
З 1564 року Ю навчався у найвищому навчальному закладі Кореї, Сонгюнгвані.
У 1566 році Ю вперше посів посаду придворного чиновника: його призначили заступником підписаря 9 молодшого рангу Придворної канцелярії і Управи коректорів.
У 1569 році він входив до складу посольства, що було відправлено до китайської династії Мін. Після повернення Ю займав посади Інспектора конфуціанської класики у Сонгюнгвані і був нагороджений монаршою грамотою. У 1570-х роках він був підвищений у ранзі і призначений професором.
У 1590 році Ю Сонрьон отримав міністерську посаду правого радника у Державній раді, а через рік став лівим радником і головою Міністерства кадрів. Через розкол фракції східняків він приєднався до Південної фракції. Згодом Ю був призначений Інспектором чотирьох провінцій.
У 1592 році, коли розпочалася Імджинська війна, Ю Сонрьон займав посаду йонийджона. За його ініціативи корейський флот був переданий під командування Лі Сунсіна і засновано систему постійних військових гарнізонів.
У 1598 році Ю був зміщений з посади опозиціонерами з Північної фракції. Решту свого життя він провів складаючи трактати про політику.